# Сейлз, Никеша
Никеша Симона Сейлз (англ. Nykesha Simone Sales; род. 10 мая 1976 года в Блумфилде, штат Коннектикут, США) — американская профессиональная баскетболистка, выступавшая в женской национальной баскетбольной ассоциации. После завершения сезона 1998 года была распределена на драфте расширения ВНБА под общим вторым номером в команду «Орландо Миракл». Играла на позиции лёгкого форварда и атакующего защитника. После окончания игровой карьеры вошла тренерский штаб студенческой команды «УЦФ Найтс», на которой работает и в настоящее время.

## Ранние годы
Никеша Сейлз родилась 10 мая 1976 года в городе Блумфилд, штат Коннектикут, у неё есть младший брат, Брукс, там же посещала одноимённую среднюю школу, где выступала за местную баскетбольную команду.